# جيسوس لوز
جيسوس لوز (بالبرتغالية: Jesus Luz‏) هو عارض ودي جيه برازيلي، ولد في 15 يناير 1987 في ريو دي جانيرو في البرازيل.

## روابط خارجية
- جيسوس لوز على موقع IMDb (الإنجليزية)
- جيسوس لوز على موقع قاعدة بيانات الفيلم (الإنجليزية)